# Hoja en blanco
Hoja en blanco es el quinto álbum de estudio de la cantante chilena María José Quintanilla. El álbum contiene una dedicatoria hacia su padre fallecido, ya que el álbum es completamente dedicado a él según ella. 
María José enfatizó que cantar estos temas fue un honor porque desde pequeña cantó música mexicana y rancheras; y su primer disco fue 100% de este género y no lo había repetido hasta esta ocasión.

## Grabación
El álbum se grabó completamente en Guadalajara, México, en su estadía en este país para internacionalizar su carrera de cantante. El álbum demoró seis meses en ser grabado. Además fue producido en este país, en donde su padre ayudó en la selección de temas para incluirlas en el álbum.la canción hoja en blanco es originaria del compositor colombiano Wilfran Castillo y el primer grupo que lo interpretó fueron los diablitos

## Promoción
Después de promocionar el lanzamiento del disco en Chile, María José viajó a países como El Salvador y Guatemala para realizar conciertos, presentarse en programas de televisión y dar a conocer el material.

## Lista de canciones
1. Para siempre
2. Ya me voy
3. Amigos nada más
4. Popurrí (Buque de más potencia - Bala perdida)
5. El perdedor
6. La carta
7. Infiel
8. La Pisadita
9. Qué manera de perder
10. Tu corazón
11. Hoja en blanco
12. Te doy las gracias
13. No voy a llorar
14. Un desengaño
15. Aunque me duela el alma
16. Duele
17. Agárrame la escalera